# Volkheimeria chubutensis
Volkheimeria chubutensis — вид рослиноїдних ящеротазових динозаврів підряду завроподоподібні (Sauropodomorpha). Динозавр жив у середині юри, 160 млн років тому. Скам'янілі рештки виду знайдені в асфальтових відкладеннях формування Cañadón поблизу села Cerro Cóndor у провінції Чубут в Аргентині. Відомий по повному комплекту кісток таза та кількох хребцях.

## Опис
Динозавр був меншим ніж близький до нього Patagosaurus — так клубова кістка Volkheimeria завдовжки 45 см, тоді як у Patagosaurus вона сягала 95 см.

## Систематика
У своєму описі Хосе Бонапарте класифікував цей вид, як оригінального завропода з групи Cetiosauridae. Джон Макінтош (John McIntosh, 1990) зазначив, що Volkheimeria схожий з Lapparentosaurus, що мешкав у середній юрі Мадагаскару. Згідно з цими даними Макінтош включив динозавра до родини брахіозаврові (Brachiosauridae). Апчерч і його колеги (Upchurch, 2004) відзначали, що Volkheimeria немає характеристик, які дали б змогу віднести його до Brachiosauridae, тому ці автори класифікували рід, як incertae sedis у межах Sauropoda.